# (400107) 2006 TO85
(400107) 2006 TO85 es un asteroide perteneciente al cinturón de asteroides, descubierto el 13 de octubre de 2006 por el equipo del Spacewatch desde el Observatorio Nacional de Kitt Peak, Arizona, Estados Unidos.

## Designación y nombre
Designado provisionalmente como 2006 TO85.

## Características orbitales
2006 TO85 está situado a una distancia media del Sol de 2,568 ua, pudiendo alejarse hasta 3,397 ua y acercarse hasta 1,740 ua. Su excentricidad es 0,322 y la inclinación orbital 3,396 grados. Emplea 1503,97 días en completar una órbita alrededor del Sol.

## Características físicas
La magnitud absoluta de 2006 TO85 es 17,4.